# Public Health
Public Health oder deutsch Öffentliche Gesundheit, auch Öffentliche Gesundheitspflege und öffentliche Gesundheitsfürsorge, ist das anwendungsorientierte Fachgebiet, das sich mit der Gesundheit der Bevölkerung (auch als Bevölkerungsgesundheit oder Volksgesundheit bezeichnet), insbesondere mit der Vorbeugung von Krankheiten, Förderung der Gesundheit und Verlängerung des Lebens beschäftigt. In den Anfängen (als Fach Hygiene oder Gesundheitspflege) ging es um die Eindämmung von Infektionskrankheiten. Im Laufe der Zeit entwickelte sich daraus ein umfassendes Verständnis über die Verbreitung und Verhinderung von Krankheiten in der Bevölkerung.
Eine Kernkompetenz von Public Health ist die Interdisziplinarität, bei der die Methoden der unterschiedlichsten Fachdisziplinen Anwendung finden. Diese umfassen beispielsweise folgende Teilgebiete: Epidemiologie, Sozialmedizin, Gesundheitsförderung und Prävention, Versorgungsforschung, Gesundheitsberichterstattung, Gesundheitsökonomie, Gesundheitspolitik und Medizinethik. Alle Teilgebiete haben das Ziel, die Gesundheit der Bevölkerung zu erhalten, zu verbessern und zu stärken.

## Gegenstand
Bei der Betrachtung der Gesundheit der Bevölkerung steht die Gesundheit von Personengruppen, Bevölkerungsteilen oder ganzen Bevölkerungen im Vordergrund, nicht die Gesundheit der einzelnen Person. Der konzeptionelle Ansatz von Public Health untersucht die geistigen, körperlichen, psychischen und sozialen Bedingungen von Gesundheit und Krankheit und ihrer systemischen Verknüpfung. Dabei geht es um das Zusammenwirken von Gesellschaft und Individuum und die entsprechenden Rückwirkungen auf die Gesundheit. Die Gesundheit der Bevölkerung ist mehr als die Summe der Gesundheit der einzelnen Individuen.
Public Health ist ein Bereich der Gesundheitswissenschaften, unter diesem Sammelbegriff können im Weiteren die Medizin, die Pflegewissenschaft und die Biowissenschaften zusammengefasst werden.

## Teilbereiche

### Bekämpfung der Infektionskrankheiten
Infektionskrankheiten waren bis ins frühe 20. Jahrhundert eine Geißel der Menschheit, eine der wichtigsten Ursachen von Krankheit und vorzeitigem Tod. Der deutsche Arzt Johann Peter Frank (1745–1821) gilt als Pionier auf dem Gebiet der Sozialmedizin, der Öffentlichen Gesundheit und als einer der Begründer der Hygiene. Sein Hauptwerk System einer vollständigen medicinischen Polizey erschien in sechs Bänden zwischen 1779 und 1819. Als Vater der aktiven Impfung gilt der englische Arzt Edward Jenner (1749–1823); er experimentierte 1796 mit Kuhpockenlymphe und erfand so die ‚Vakzination‘ gegen Pocken. Auch noch vor der Entdeckung der Bakterien und anderer Krankheitserreger erkannten Ärzte wie John Snow (1813–1858) und William Budd (1811–1880) die Übertragbarkeit als gemeinsames Merkmal der Infektionskrankheiten. Sie gelten als die Pioniere von Public Health. Die Hygiene wurde zum wichtigen Grundlagenfach der Volksgesundheit. In Deutschland vertrat der Pathologe Rudolf Virchow (1821–1902) die Ansicht, die Verbreitung der Infektionskrankheiten sei mit sozialen Maßnahmen zu kontrollieren. Später wurde die mathematische Modellierung der Epidemiologie entwickelt, welche die Verbreitungsdynamik der Infektionskrankheiten beschreibt. Wie die Covid-19-Pandemie des Jahres 2020 zeigt, gehören bedrohliche Infektionskrankheiten nicht nur der Geschichte an, sondern Pandemieprävention bleibt weiterhin ein zentrales Arbeitsgebiet von Public Health. Ebenso wird sichtbar, dass wirtschaftlich schlechter situierte Personen, Stadtteile, Regionen und Länder deutlich schwerer unter den gesundheitlichen und wirtschaftlichen Folgen einer Pandemie leiden.

### Sozialmedizin
Aus der Sozialhygiene entwickelte sich die Sozialmedizin; diese befasst sich grundsätzlich mit allen sozial bedingten oder mitbedingten Krankheiten und umfasst Schularztdienste, Arbeitsmedizin sowie die medizinische Versorgung verarmter oder sozial isolierter Bevölkerungsgruppen. Allerdings geht es beim öffentlichen Gesundheitswesen nicht allein um die medizinische Versorgung armer Menschen; vielmehr befasst sich Public Health mit der Gesundheit der gesamten Bevölkerung. Die Covid-19-Pandemie zeigte zum Beispiel, dass ein Virus, das sich in armen Ländern stark ausbreitet und so schneller mutieren kann, dann leicht zu den reicheren Ländern zurückkehrt. Die sozialen Determinanten von Krankheit müssen mit populationsbezogenen Versorgungsangeboten und struktureller Prävention beeinflusst werden.

### Gesundheitsschutz
Die Idee des Gesundheitsschutzes ist, Gefahren für die Gesundheit durch gesetzliche und polizeiliche Maßnahmen einzuschränken und zu kontrollieren. Es existiert eine Vielzahl von Vorschriften zum Schutz der Gesundheit. Beispiele sind die Lebensmittelgesetzgebung, die Regulierung des Straßenverkehrs, wasserrechtliche Vorschriften, das Arzneimittelgesetz und auch das Betäubungsmittelgesetz; ebenso soll in einem Planfeststellungsverfahren die Volksgesundheit mit abgewogen und berücksichtigt werden können.

### Gesundheitsstatistik und Epidemiologie
Aus der frühen auf Infektionskrankheiten beschränkten entwickelte sich die heutige Epidemiologie, die sich mit der Verbreitung und den Ursachen von allen Krankheiten befasst. Die Forschungsmethoden wurden systematisch weiterentwickelt mit deskriptiver und analytischer Epidemiologie, deskriptiver und schließender Statistik, aus der sich eine in Ansätzen bereits in der altchinesischen Medizin nachweisbare Gesundheitsstatistik bzw. die Medizinische Statistik als eigenständige Spezialität entwickelte. Mit Methoden der Befragung, der Surveillance- und der empirischen Sozialforschung mit quantitativen und qualitativen Forschungsansätzen wird in der Gesundheitsberichterstattung die Gesundheit der Bevölkerung erfasst und beschrieben.

### Prävention und Gesundheitsförderung
Mit dem epidemiologischen Übergang nahmen die Infektionskrankheiten an Bedeutung ab, die chronischen Krankheiten gewannen Überhand. Damit verlagerte sich das Forschungsinteresse auf die Identifikation von verhaltensmäßigen, genetischen, klinischen, umweltbedingten, sozialen und strukturellen Risikofaktoren und die Identifikation von gesundheitsförderlichen Faktoren (Salutogenese).

### Gesundheitsversorgung
Die Sicherstellung der medizinischen Versorgung in Krisen, bei Notfällen und Großschadensereignissen stellt seit langem eine der Aufgaben des öffentlichen Gesundheitswesens dar. Die Versorgungsforschung stellt die Frage nach der besten gesundheitlichen Versorgung einer Bevölkerung. Sie analysiert und evaluiert die ambulanten und stationären Versorgungsstrukturen und Prozesse in der kurativen und rehabilitativen Medizin. Dazu können gesundheitsökonomische Analysen mit der Kosten-Nutzen-Analyse, Kosten-Nutzwert-Analyse und Kosten-Effektivitäts-Analyse beitragen. Mit Blick auf die praktische Umsetzung bekommt das Gesundheitsmanagement mehr Gewicht. Neuere Themen sind Qualitätssicherung und -management im Gesundheitswesen, das Health Technology Assessment (HTA) und Public Health Genomics.

### Public Mental Health
Public Mental Health ist ein sehr junges Teilgebiet, das sich mit der psychischen Gesundheit in der Gesellschaft befasst. Zentral sind Anstrengungen zur Prävention des Suizids, Programme zur Unterstützung von Angehörigen psychisch Kranker, insbesondere Kinder (Child Public Mental Health), sowie die Förderung psychischer Gesundheit ganz allgemein.

### Gesundheitssystemforschung
Die Gesundheitssystemforschung (Gesundheitssystem) erweitert den Public-Health-Ansatz nochmals, indem sie die kurative Versorgung in den Zusammenhang mit Prävention stellt sowie die besondere Rolle der Krankenpflege durch Fachpersonen und Laien berücksichtigt. M. Harvey Brenner zeigte in den 1980er Jahren die Zusammenhänge zwischen wirtschaftlicher Lage und Gesundheit. Die Gesundheitspolitik soll sich nicht auf eine Versorgungspolitik beschränken, sondern die Gesundheit in allen Politikbereichen beachten und bearbeiten.

## Interdisziplinäre Methode
Aufgrund des umfassenden Anspruchs berücksichtigt Public Health die Erkenntnisse weiterer Wissensdisziplinen, selbstverständlich aus der Medizin, der Gesundheitssoziologie und der Medizinsoziologie, aber zum Beispiel auch solche aus der Ökonomie, Psychologie, der psychosozialen Versorgung (Psychotherapie, Psychosomatik), Sozialarbeit, Politikwissenschaft, Sozialpolitik, aus den Rechtswissenschaften, der Soziologie sowie der Statistik.

## Public-Health-Programme
Probleme der Gesundheit der Bevölkerung sind vielschichtig. Oft erzielen einzelne Maßnahmen allein, wie etwa Gesundheitserziehung oder ein punktuelles Verbot, keine oder nur eine geringe Wirkung. Bei häufigen oder schwerwiegenden Problemen wie AIDS, Diabetes mellitus, Depressionen, Herzinfarkt, Tuberkulose und dem Rauchen werden deshalb Programme entwickelt. Ein Beispiel ist das Rahmenübereinkommen der WHO zur Eindämmung des Tabakgebrauchs. Damit will man die Inzidenz von Lungenkrebs, COPD und der koronaren Herzkrankheit senken. Ein weiteres Beispiel stellen die weltweiten Programme zur Verbesserung der Müttergesundheit dar.

## Organisation weltweit und in einzelnen Ländern
Die Weltgesundheitsorganisation mit Regionalbüros auf allen bewohnten Kontinenten koordiniert das öffentliche Gesundheitswesen weltweit. Die Standardisierung von medizinischen Diagnosen durch die Internationale statistische Klassifikation der Krankheiten und verwandter Gesundheitsprobleme dient der internationalen Verständigung über Krankheiten, wie z. B. der Weltbericht Gewalt und Gesundheit belegt.
In der Europäischen Union ist der Kommissar für Gesundheit und Lebensmittelsicherheit für die Fragen der öffentlichen Gesundheit zuständig.
Das European Centre for Disease Prevention and Control (ECDC) mit Sitz in Stockholm dient vor allem der Kontrolle und Bekämpfung von Infektionskrankheiten in Europa.
Nationale Gesundheitsbehörde in Deutschland ist das Bundesministerium für Gesundheit, fachlich das Robert Koch-Institut in Berlin. Für den Öffentlichen Gesundheitsdienst vor Ort ist das staatliche oder kommunale Gesundheitsamt zuständig.
In Österreich sind das Bundesministerium für Soziales, Gesundheit, Pflege und Konsumentenschutz sowie die Gesundheit Österreich GmbH und die Agentur für Gesundheit und Ernährungssicherheit zuständig.
In der Schweiz erfüllt das Bundesamt für Gesundheit (BAG) einige Public-Health-Aufgaben, insbesondere die Überwachung der Infektionskrankheiten (Surveillance). Da die Steuerung der Gesundheitsversorgung hauptsächlich zum Aufgabenbereich der Kantone gehört, erfüllen deren Gesundheitsdirektionen und die Kantonsärzte viele Aufgaben, insbesondere bei der Versorgungsplanung, der Prävention und Gesundheitsförderung sowie der Aufsicht über das Gesundheitswesen. Die Kantone koordinieren ihre Public-Health-Arbeit in der Schweizerischen Gesundheitsdirektorenkonferenz.
Im Vereinigten Königreich sind das Department of Health und die UK Health Security Agency als dessen ausführende Agentur für die öffentliche Gesundheit zuständig. Bis März 2021 war Public Health England (PHE) der Vorgänger der UK Health Security Agency.
In den Vereinigten Staaten sind der Public Health Service sowie die Centers for Disease Control and Prevention (CDC) und der Surgeon General zuständig.
Gesundheitsobservatorien sind Einrichtungen, die auf internationaler, nationaler oder regionaler Ebene statistische Daten zu allen Aspekten der öffentlichen Gesundheit zusammentragen und darauf basierend fachspezifische Berichte veröffentlichen.

## Zivilgesellschaftliche und wissenschaftliche Organisationen
Die Fachvertretung von Public Health ist in Deutschland die Deutsche Gesellschaft für Public Health (DGPH), in Österreich die Österreichische Gesellschaft für Public Health (ÖGPH) und in der Schweiz Public Health Schweiz. Die Fachverbände organisieren sich auf der europäischen Ebene in der European Public Health Association (EUPHA), einem gesamteuropäischen Fachverband meist nationaler Public-Health-Verbände, und weltweit in der World Federation of Public Health Associations. Weitere Organisationen in Deutschland sind:
- Deutsche Gesellschaft für Sozialmedizin und Prävention (DGSMP)
- Bundesverband der Ärztinnen und Ärzte des öffentlichen Gesundheitsdienstes

## Public-Health-Studium
In Deutschland gehen die Anfänge der Public-Health-Ausbildung auf eine Förderinitiative der Bundesregierung im Jahr 1989 zurück, die das Ziel hatte, an deutschen Hochschulen international konkurrenzfähige Strukturen der Forschung und Lehre für Gesundheitswissenschaften und Public Health aufzubauen. Neben der Medizinischen Hochschule Hannover mit dem Studiengang Bevölkerungsmedizin und Gesundheitswesen (Public Health) gibt es deutschlandweit zahlreiche Hochschulen, die gesundheitswissenschaftliche Studiengänge anbieten (z. B. Bielefeld, Berlin, Bremen, Dresden, Düsseldorf, Hamburg, Heidelberg und München). Seit 1994 wurden an der in Deutschland bisher einzigen eigenständigen Fakultät für Gesundheitswissenschaften der Universität Bielefeld drei Studiengänge (auf Bachelor-, Master- und Doctor-Ebene) entwickelt, die nach internationalem Vorbild konsekutiv aufgebaut sind. Weitere drei Studiengänge sind in der Fort- und Weiterbildung angesiedelt, konkret in den Bereichen „Epidemiology“ (MSE), „Health Administration“ (MHA) und „Workplace Health Management“ (MWHM). Anderen Universitäten in Deutschland ist es bislang trotz vielfältiger Bemühungen nicht gelungen, die institutionellen Strukturen aufzubauen, um einen Fachbereich nach dem international verbreiteten Muster einer „School of Public Health“ wie in Bielefeld zu etablieren.
Die folgenden international anerkannten akademische Grade können erworben werden:
- Bachelor of Public Health
- Bachelor of Health Communication
- Master of Public Health
- Master of European Public Health
- Master of Science in International Health
- Zertifikat Angewandte Gesundheitswissenschaften (FAG)
- Dr. PH, Dr. sc. hum.
- Habilitation

Seit Anfang der 1980er Jahre besteht an der Universität Maastricht in den Niederlanden eine Fakultät für Gesundheitswissenschaften. Sie bietet einen Bachelorstudiengang und neun Masterprogramme zum Schwerpunkt Public Health mit sieben Spezialisierungsrichtungen (Bewegungswissenschaften, Politik und Management in Gesundheitswesen, Gesundheitsprävention und Aufklärung oder Arbeit und Gesundheit) an. Der Bachelorstudiengang European Public Health rückt die Beziehungen zwischen den europäischen Mitgliedstaaten im Bereich der Gesundheit ins Zentrum und behandelt Themen wie border-crossing care, grenzüberschreitende Infektionskrankheiten, internationales Notfallmanagement, Umsetzung der europäischen Gesetze in den Mitgliedsstaaten.
Seit 2007 bietet die UMIT Tirol – Private Universität für Gesundheitswissenschaften und -technologie Bachelor-, Master- und Doktoratsprogramme in Public Health an.
In der Schweiz organisiert die Swiss School of Public Health mehrere Masterstudiengänge in Public Health. Zudem bietet die Zürcher Hochschule für Angewandte Wissenschaften (ZHAW) den Bachelor of Science in Gesundheitsförderung und Prävention an.

## Zeitschriften
- European Journal of Public Health (EUPHA)
- International Journal of Public Health[33]
- American Journal of Public Health
- Critical Public Health
- Public Health Forum
- Journal of Public Health
- Das Gesundheitswesen
- Bulletin of the World Health Organization
- Journal of Epidemiology and Community Health (herausgegeben von der British Medical Association)
- Journal of Public Health Policy
- Asia-Pacific Journal of Public Health
- Pan American Journal of Public Health
- Public Health Reports
- Journal of Public Health Dentistry

## Geschichte

### Öffentliche Gesundheitspflege in der Vormoderne
Krankheitsbekämpfung und Gesundheitsförderung standen seit Beginn der Menschheitsgeschichte im Interesse von Gemeinschaftsverbänden. Dabei unterschieden sich die Auffassung und Auslegung von ‚Gesundheit‘ sowie der ihr zuträglichen Praktiken und Methoden nach den medizinischen, religiösen und naturphilosophischen Ideen der jeweiligen Gruppen, den verfügbaren Ressourcen und den jeweiligen Lebensbedingungen. Grundsätzlich jedoch lässt sich konstatieren, dass nur wenige vormoderne Gesellschaften den ihnen oft zugeschriebenen Stillstand oder gar eine Gleichgültigkeit gegenüber den gesundheitlichen und hygienischen Lebensumstände offenbarten. Dieses negative Urteil basiert zumeist auf einer Rückprojektion moderner medizinischer Standards und wissenschaftlicher Erkenntnisse auf Gesellschaften, deren Umgang mit Krankheiten jedoch nicht im Wissen um Bioindikatoren, immunologische oder statistische Hilfsmitteln und insbesondere die Erkenntnissen der Keimtheorie gemessen werden kann. So gilt es für die Vormoderne auch im Blick zu behalten, dass weitgehend keine Trennung zwischen moralisch-religiösem und physischem Gemeinwohl bestand. Beispielsweise waren im europäischen mittelalterlichen Denken Maßnahmen zur Reinigung der gemeinschaftlichen Moral oft untrennbar mit der Sorge um die öffentliche Gesundheit verbunden.
Interventionen zur Gesundheitsvorsorge und Krankheitsprävention lassen sich in nahezu allen Fällen finden, in denen historische Gemeinschaften Quellen hinterlassen haben. In Südwestasien beispielsweise förderte die ayurvedische Medizin und daran anschließend der Buddhismus Beschäftigungs-, Ernährungs- und Sexualordnungen und -normen, die auf ein Gleichgewicht in Körper, Leben und Gemeinschaft abzielten – eine Auffassung von Gesundheit, die auch in der traditionellen chinesischen Medizin Einfluss besaß. Unter den Maya, Azteken und anderen frühen Zivilisationen in Amerika wurden in Bevölkerungszentren Institutionen und Programme zur allgemeinen Gesundheitspflege unterhalten, so unter anderem die Etablierung von Märkten für medizinische Kräuter. In Australien dagegen waren unter den Aborigine Techniken zum Schutz und zur Erhaltung von Wasser- und Nahrungsquellen, kleinräumige Flächennutzung (micro zoning) zur Begrenzung von Verschmutzung und Feuerrisiken sowie Schutznetze zur Abwehr von Fliegen verbreitet. Diese Praktiken wurden auch in nur temporären Übergangslagern angewandt.
Auch westeuropäische, byzantinische und islamische Zivilisationen förderten öffentliche Vorsorgeprogramme, die zumeist auf den dort dominanten Humorallehren des Hippokrates von Kos und des Galenos von Pergamon basierten. Diesen Theorien zufolge wurden körperliche Verfassung und Gesundheit vom Gleichgewicht und der Ausgewogenheit der Körpersäfte bestimmt. Dieses Gleichgewicht, so eine weitere Grundannahme des Galenismus, werde stark von der materiellen Umwelt beeinflusst und müsse daher durch eine an die jeweilige Jahreszeit und Klimazone angepasste Lebensweise erhalten werden. Daher mussten daraus abgeleitete Maßnahmen eine Beurteilung des lokalen Klimas berücksichtigen sowie Faktoren wie Topografie, Windbedingungen und Sonneneinfluss, aber auch Eigenschaften und Verfügbarkeiten von Wasser und Nahrung für Menschen und nichtmenschliche Tiere umfassen. Autoren medizinischer, architektonischer, technischer und militärischer Handbücher und Leitwerke erklärten, wie diese Theorien im Kontext verschiedener Gesellschaften unter den jeweiligen äußeren Bedingungen umzusetzen seien.
Solche Eingriffe und Initiativen zur Reduzierung von Gesundheitsrisiken konnte in den vielschichtigen vorindustriellen Gesellschaften von einer Vielzahl von Akteuren veranlasst und organisiert werden. So lernten in der griechischen und römischen Antike Generäle, für die Gesundheit ihrer Soldaten zu sorgen. Dies galt insbesondere für die Zeit jenseits des Schlachtfelds, in der vor dem zwanzigsten Jahrhundert der Großteil der Verluste unter den Kombattanten zu beklagen war. In christlichen Klöstern im östlichen Mittelmeerraum und in Westeuropa folgten Mönche und Nonnen spätestens seit dem fünften Jahrhundert strengen, auf Ausgewogenheit ausgerichteten Lebensordnungen, die – unter anderem durch Ernährungsvorschriften – explizit auf die Verlängerung der Lebenserwartung ausgerichtet waren. Weiterhin passten auch die oft mobilen königlichen und fürstlichen, aber auch päpstlichen Höfe ihr Verhalten den Umweltbedingungen ihrer Aufenthaltsorte an. Teilweise wurden diese Orte auch gezielt im Hinblick auf ihre Gesundheitszuträglichkeit gewählt oder von Hofmitgliedern entsprechend hergerichtet. Im fränkischen Reich schließlich lassen sich Bemühungen um eine breiteren Gesundheitspflege durch Karl den Großen nachvollziehen, der zur Verhinderung der Ausbreitung von Infektionskrankheiten sogenannte Sondersiechenhäuser einrichten und Anweisungen zur Felderpflege herausgeben ließ.

Massenbegräbnisse stellten während der zweiten Pestepidemie (der Schwarze Tod, ca. 1346–1353) nur eine der Praktiken intensivierter städtischer Reaktionen auf Katastrophen dar. Miniatur aus The Chronicles of Gilles Li Muisis (1272–1352). Bibliothèque royale de Belgique, MS 13076-77, f. 24v.

Die dauerhaftesten Belege frühzivilisatorischer Präventivmaßnahmen entstammen jedoch der städtischen Gesundheitspflege. Denn vormoderne Stadtbevölkerungen standen einer ganzen Reihe – erkannter und bewusster – Gesundheitsrisiken gegenüber, denen Bewohner wie Herrscher Maßnahmen entgegenzusetzen versuchten, die der gesamten Bevölkerung zuträglich sein sollten. An vielen Orten wurden Maßnahmen zum Erhalt von Infrastruktur wie Straßen, Kanälen und Marktplätzen, aber auch raumplanerische Schritte eingeleitet – mit der expliziten Begründung, die Gesundheit der Bevölkerung zu schützen und den Bedrohungen durch Verschmutzung, Sünde, optische Einwirkungen (ocular intromission) und Miasmen zu begegnen. Zu den zentralen Akteuren städtischer Gesundheitspolitik zählten auch die Gilden, die sich um Abfallentsorgung und Gefahrenbegrenzung durch Arbeitssicherheit unter ihren Mitgliedern kümmerten. Mediziner, darunter gemeinnützig arbeitende Ärzte, arbeiteten im Verbund mit städtischen Regierungen und Verwaltungen in der Gefahren- und Katastrophenvorsorge wie der Identifizierung und Isolierung von Leprakranken, einer Krankheit mit starker moralischer Konnotation. Auch die in Stadtvierteln organisierten Nachbarschaftsverbände waren in der Gesundheitsfürsorge ihrer Bewohner aktiv. Sie überwachten benachbarte Risikogebiete und leiteten soziale wie legale Maßnahmen gegen Verursacher von Umweltbelastungen im handwerklichen Bereich (beispielsweise die Gerberei) oder gegen nachlässige Tierbesitzer ein. Religiöse Institutionen – islamische wie christliche – sowie individuelle und gemeinnützige Organisationen (z. B. Bruderschaften) förderten die im Zeitgeist untrennbar verknüpfte moralische und physische Gesundheit durch die Stiftung von Brunnen, Schulen und Brücken für Bewohner, aber auch für Pilger. In Westeuropa und im byzantinischen Reich wurden diesbezüglich außerdem regelmäßig Prozessionen veranstaltet, die sowohl der Prävention als auch der Reinigung und Heilung der Gemeinschaft dienen sollten.
Ebenso entwickelten Stadtbewohner und andere Gruppen als Reaktion auf Katastrophen wie Kriege, Hungersnöte, Überschwemmungen und Epidemien Präventivmaßnahmen auf der Grundlage zeitgenössisch verfügbarer medizinischer Theorien. So versuchte man dem massiven Bevölkerungsrückgang durch den Schwarzen Tod (1346–1353) mit Änderungen in Begräbnispraktiken und Fleischkonsum zu begegnen. Darüber hinaus wurden jedoch auch neue Theorien und Praktiken der Katastrophenbekämpfung entwickelt, die teilweise bis in die Moderne getragen wurden. Dazu gehörten die Etablierung von Quarantäneeinrichtungen und Gesundheitsausschüssen, die sich mit der Zeit zu dauerhaften städtischen (und später nationalen) Ämtern etablierten. Maßnahmen zum Schutz der Stadt- und Umlandbevölkerung umfassten außerdem die Ausstellung von Gesundheitspässen für Reisende, die Aufstellung von Wachen, um eine Isolation zum Schutz der lokalen Bevölkerung zu gewährleisten, sowie die Sammlung von Daten zu Erkrankungs- und Sterberaten. Diese Maßnahmen waren angewiesen auf verbesserte Transport- und Kommunikationsnetzwerke, über die Informationen zu menschlichen und tierischen Krankheiten effizient verbreitet werden konnten.

### Formen öffentlicher Gesundheitspflege in der Moderne
Mit der öffentlichen Gesundheitspflege befassten sich im deutschsprachigen Raum vom 18. bis 19. Jahrhundert die „Staatsarzneikunde“ und „Medizinische Polizei“. Als Pionier des öffentlichen Gesundheitswesens, ebenso wie der sozialen Hygiene, gilt der Arzt Johann Peter Frank. Public Health kann auf eine über 100-jährige angelsächsische Tradition zurückschauen, wie an der Universität Edinburgh, Schottland, oder an der Harvard University, USA.
Hinsichtlich der disziplinären Entwicklung wird unterschieden in Old Public Health (auch: Public Health I) und New Public Health (auch: Public Health II). Im Mittelpunkt von Old Public Health stehen die Prävention und Versorgung von Problemgruppen. Die wissenschaftliche Basis konstituieren sowohl die Medizin mit der Theoretischen Medizin, klinisch-praktischen Medizin, Hygiene, Sozialmedizin und Epidemiologie als auch die Sozialwissenschaften mit der Gesundheitssoziologie und -psychologie.
Im Mittelpunkt von New Public Health steht seit etwa 1980 die gesamte Gesundheitspolitik. Ergänzt wird Old Public Health durch die Gesundheitssystemforschung und die Versorgungsforschung, bei der sich Prävention, Gesundheitsförderung, Kuration/Therapie, Rehabilitation und Pflege systematisch verzahnen. Biomedizinische und sozialwissenschaftliche Arbeitsweisen ergänzen sich gegenseitig. Zum Kranz der Bezugsdisziplinen sind die Wirtschaftswissenschaften mit der Gesundheitsökonomie, die Politikwissenschaften mit der Gesundheitspolitik und die Managementwissenschaften mit dem Qualitätsmanagement hinzugekommen.

### Entwicklung in Deutschland im 20. Jahrhundert
Ein deutscher Begriff für Public Health wurde zu Beginn des 20. Jahrhunderts Volksgesundheit (Ziel von Maßnahmen war die „Volksgesundung“). Bedingt durch die Nationalsozialistische Rassenhygiene hatte die Public-Health-Entwicklung in Deutschland eine große Schwächung erfahren. Im Unterschied zu vergleichbaren westeuropäischen und nordamerikanischen Ländern wurde das Gebiet zwar zur gleichen Zeit, nämlich zu Beginn des 20. Jahrhunderts, in Angriff genommen, in den 1930er und 1940er Jahren dann aber durch die massiven Eingriffe der nationalsozialistischen Machthaber politisch-ideologisch instrumentalisiert. Die Ansätze der in den 1920er Jahren aufgekommenen Forschungen der Sozialhygiene als „Wissenschaft von der Erhaltung und Mehrung der Gesundheit“ in Verbindung mit der praktischen Anwendung bevölkerungsweiter Erkenntnisse zur Sicherung der Volksgesundheit wurden vom totalitären NS-Regime eliminiert. Hitler selbst, aber auch Mussolini verwendeten eine Sprache, die sie als Ärzte am Volkskörper definierten. Der wesentliche Nutznießer dieser Public-Health-Politik war der Sport, dem auch bereits in Mein Kampf eine wichtige Rolle für die öffentliche Gesundheit, verbunden mit Wehrkraft für die Männer und Gebärfähigkeit für die Frauen, eingeräumt wurde. Die führenden Vertreter der Gesundheitswissenschaft, die bereits mit diesem Namen arbeiteten, so etwa Adolf Gottstein, Hans Schlossmann und Ludwig Teleky, wurden ebenso vertrieben wie die sozialhygienisch tätigen Mediziner, Biologen, Psychologen und Soziologen. Das Handeln staatlicher Organe zur Herstellung und Aufrechterhaltung der öffentlichen Gesundheit wurde unter das Diktum einer Menschen verachtenden politischen Ideologie gestellt und damit bis weit über die Anfangsjahre der Bundesrepublik Deutschland hinaus diskreditiert.
Nach dem Ende des Zweiten Weltkriegs konnte in beiden deutschen Teilstaaten das gut funktionierende öffentliche Gesundheitswesen, wie es vorbildlich vor dem Machtantritt der Nationalsozialisten existiert hatte, nicht wieder voll etabliert werden, sondern musste neu entwickelt werden. Oberbehörde in der BRD war von 1952 bis 1994 das Bundesgesundheitsamt. Es wurde infolge der verspäteten und inkonsequenten Reaktion auf die Infektionen durch HIV-kontaminierte Blutprodukte auf die drei Nachfolgeinstitutionen Robert Koch-Institut (RKI), Bundesinstitut für Arzneimittel und Medizinprodukte (BfArM) und Bundesinstitut für gesundheitlichen Verbraucherschutz und Veterinärmedizin (BgVV) aufgeteilt. Weitere Teile wurden dem Umweltbundesamt eingegliedert oder schon vorher in das Bundesamt für Strahlenschutz überführt. Mit dieser Aufteilung ging die Gesamtorganisation, die sich mit allen Aspekten menschlicher Gesundheit befasste, verloren.
1961 wurde das Bundesministerium für Gesundheit (BMG) unter dem Namen Bundesministerium für Gesundheitswesen gegründet. Verschiedene Verwaltungsreorganistionen führten vorübergehend zu Erweiterungen des Zuständigkeitsbereichs und entsprechenden Namensänderungen: 1969 bis 1991 Eingliederung des Bundesministeriums für Familie und Jugend als Bundesministerium für Jugend, Familie und Gesundheit, Umbenennung 1986 in Bundesministerium für Jugend, Familie, Frauen und Gesundheit; 1991 bis 2005 Eingliederung der Abteilung „Gesundheitsversorgung, Krankenversicherung“ vom damaligen Bundesministerium für Arbeit und Sozialordnung; 2002 Erweiterung um die Bereiche Renten- und Pflegeversicherung, als Bundesministerium für Gesundheit und Soziale Sicherung (BMGS). 2005 wurde die Zuständigkeit für die Rente wieder an das Bundesministerium für Arbeit und Soziales übertragen; seitdem heißt das Ministerium wie schon von 1991 bis 2002 Bundesministerium für Gesundheit.
Im Wissenschaftsbetrieb kam es erst in den 1980er Jahren in Westdeutschland zu einer „Wiedergeburt“ der deutschen Tradition der Gesundheitswissenschaften, die ihren greifbaren Niederschlag darin fand, dass die Zusammenarbeit von Medizin- und Naturwissenschaften mit Geistes-, Sozial- und Wirtschaftswissenschaften zur Analyse der öffentlichen und der individuellen Gesundheit über einen Zeitraum von über zehn Jahren intensiv politisch gefördert wurde. Bund und Länder in Westdeutschland unterstützten Forschungsverbünde und akademische Lehrprogramme.
1993 entstand an der Universität Bielefeld die erste deutsche „Fakultät für Gesundheitswissenschaften / School of Public Health“. Gründungsdekan war Klaus Hurrelmann. Auch an der Universität Bremen, an den Berliner Universitäten und an der Universität Heidelberg bildeten sich seitdem Lehr- und Forschungsinstitute für Public Health mit mehreren Lehrstühlen.

### Entwicklung in der Schweiz
In der Schweiz wurde 1963 an der Universität Zürich der erste Lehrstuhl für das Fach unter der Bezeichnung Institut für Sozial- und Präventivmedizin (ISPM) eingerichtet. Dessen erster Direktor Meinrad Schär ergriff zusammen mit Bundesrat Hans-Peter Tschudi die Initiative zur Einführung des Faches in den obligatorischen Prüfungsstoff im Staatsexamen für Ärzte, was der Bundesrat 1964 beschloss und die Medizinischen Fakultäten ab 1968 durchführen mussten. Angesichts dieser neuen Aufgabe wurden neue Institute an den andern vier Medizinischen Fakultäten der Schweiz gegründet.
2012 entstand in Basel das Schweizerische Tropen- und Public Health Institut aus der Fusion des Schweizerischen Tropeninstituts mit dem ISPM Basel. 2014 wurde in Genf das Institut de santé globale als Nachfolgeinstitut gegründet. Im selben Jahr benannte sich das ISPM Zürich um in Institut für Epidemiologie, Biostatistik und Prävention (EBPI).

## Zielkonflikte und Kritik
Zielkonflikte entstehen, wenn sich wirtschaftliche Partikularinteressen, z. B. der Tabak- oder der Alkoholindustrie, durch Maßnahmen zur Stärkung der Gesundheit gefährdet sehen. Zudem können Zielkonflikte dort aufscheinen, wo zwischen individueller und kollektiver Gesundheit abgewogen werden muss, „dem Einzelnen […] unter bestimmten Umständen zugemutet [wird], zugunsten aller zurückzutreten: Mögliche Impfschäden werden Einzelpersonen abverlangt, wenn es gilt, Epidemien vorzubeugen; solidarisch finanzierte Gesundheitssysteme gewähren allen bestenfalls das medizinisch Notwendige, aber nicht jedem alles Wünschenswerte.“ Public Health muss deshalb in besonderem Maße der Wissenschaftsleugnung entgegentreten.